# Ho dimenticato di baciare la sposa
Ho dimenticato di baciare la sposa è il quindicesimo album di Cristiano Malgioglio pubblicato nel 2000 dalla Nar International.
L'album in Italia è passato quasi inosservato mentre ha avuto grande riscontro in America Latina, stampato col titolo Me olvidé de besar a la novia, dove molti brani dello stesso sono diventati delle vere e proprie hit.
I brani Amalia, Ultima tentazione e Mira el puerto (Occhio al porto) erano già apparsi in precedenti album, mentre i restanti sono tutte nuove produzioni. Ci sono anche tre cover: Aïcha grande successo del 1996 del cantante Khaled, I Don't Know What You Want but I Can't Give It Any More successo del 1999 dei Pet Shop Boys (che Malgioglio trasforma in Sento che mi senti che ti sento) e Lo Eres Todo della cantante spagnola Luz Casal.
L'album è stato anticipato dal CD singolo Illuminami contenente i brani Stai con me (Illuminami) (in versione italiana, inglese e spagnola) e Non avrai più bisogno di me.

## Tracce
1. L'uragano (C. Malgioglio, A. Summa)
2. Aïcha (Khaled, Jean-Jacques Goldman) (testo italiano di C. Malgioglio)
3. La fotografia (Lo Eres Todo) (Luz Casal, G. Santonca, G. Van Aerben) (testo italiano di C. Malgioglio)
4. Sento che mi senti che ti sento (C. Malgioglio, Neil Tennant, Chris Lowe)
5. Stai con me (Illuminami) (C. Malgioglio, Danielsen, Svendesen)
6. Amalia (C. Malgioglio, Philippe Leon)
7. Non avrai più bisogno di me (C. Malgioglio, P. Leon, Garilli)
8. Meldina (Signorina) (C. Malgioglio)
9. Il mare d'Irlanda (C. Malgioglio, Enzo Petronciana)
10. Ultima tentazione (C. Malgioglio, A. Bergamaschi, P. Leon)
11. No me hablas mas de amor (L. Schultz, R. Abramzon)
12. Il mare nei tuoi occhi (C. Malgioglio, C. Castellari)
13. Ahi, corazon (C. Malgioglio, A. Summa, E. Del Pozo)
14. Mira el puerto (C. Malgioglio, Corrado Castellari, Demitri)